# Hășdate (Săvădisla), Cluj
Hășdate (în maghiară Hasadát) este un sat în comuna Săvădisla din județul Cluj, Transilvania, România.
Pe Harta Iosefină a Transilvaniei din 1769-1773 (Sectio 094), localitatea apare sub numele de „Hesdat”. 

## Date geografice
Satul este dispus de-a lungul râului Hășdate, la cca 30 km de Cluj-Napoca. 
Satul se află înconjurat de șiruri de dealuri aflate la poalele Munților Apuseni. 
Rețeaua hidrografică este formată în principal din Valea Finișelului, Valea Ierii, Râul Hășdate și lacurile de la Ciurila și Filea. 
Temperatura anuală medie este de 18 °C.

## Obiective turistice
- Biserica greco-catolică „Sf. Arhangheli Mihail și Gavril", ridicată în 1805, folosită din 1948 de parohia ortodoxă.
- Cheile Turzii
- Mina de la Corn
- Stațiunea Muntele Băișorii
- Valea Ierii
- Lacul de acumulare Bondureasa.

## Personalități
- Traian Ilea (24.05.1944), cântăreț de muzică populară

## Imagini

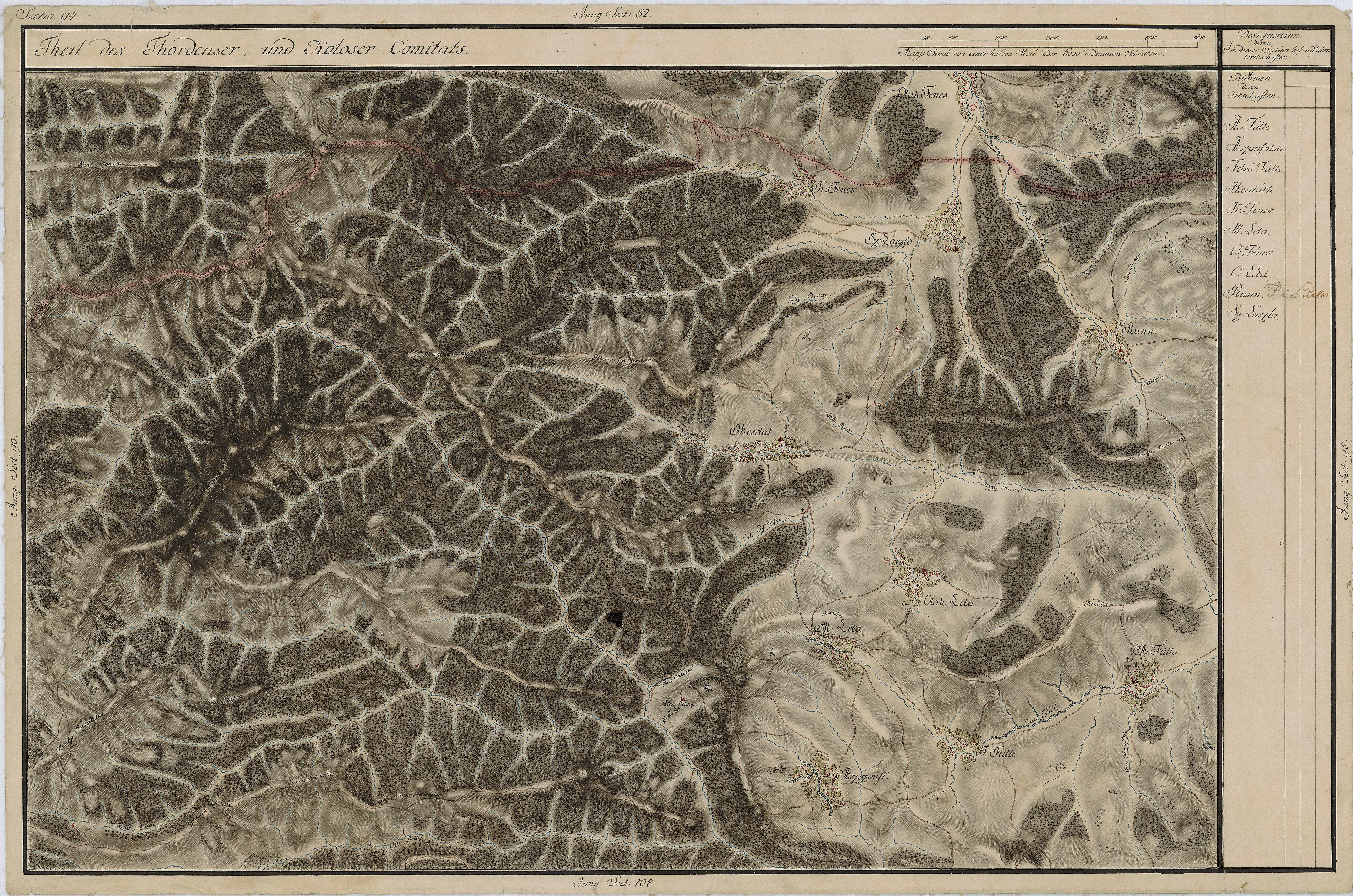
Hășdate (Săvădisla) pe Harta Iosefină a Transilvaniei, 1769-1773 (Sectio 094)
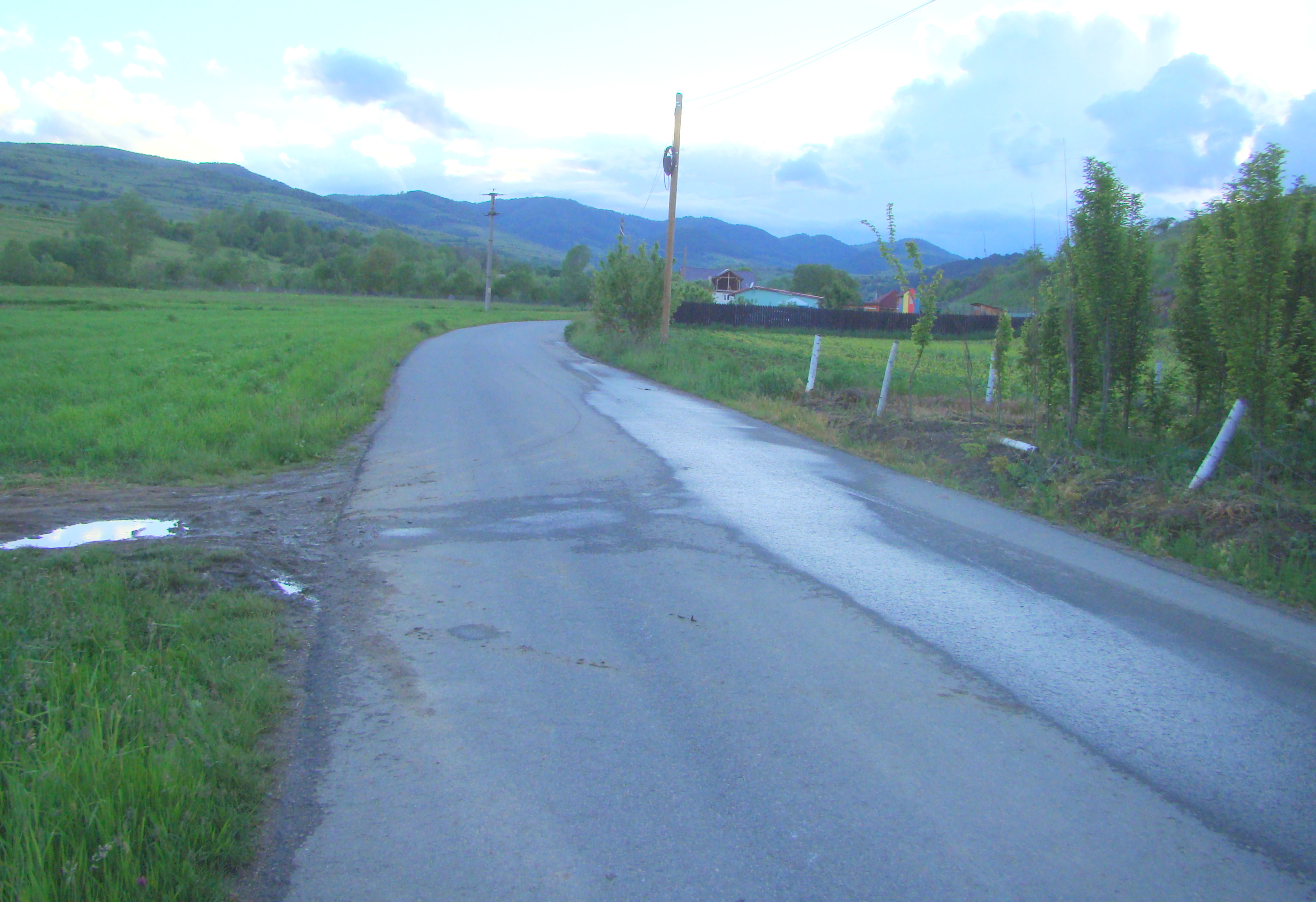
Drumul comunal Săvădisla-Hășdate
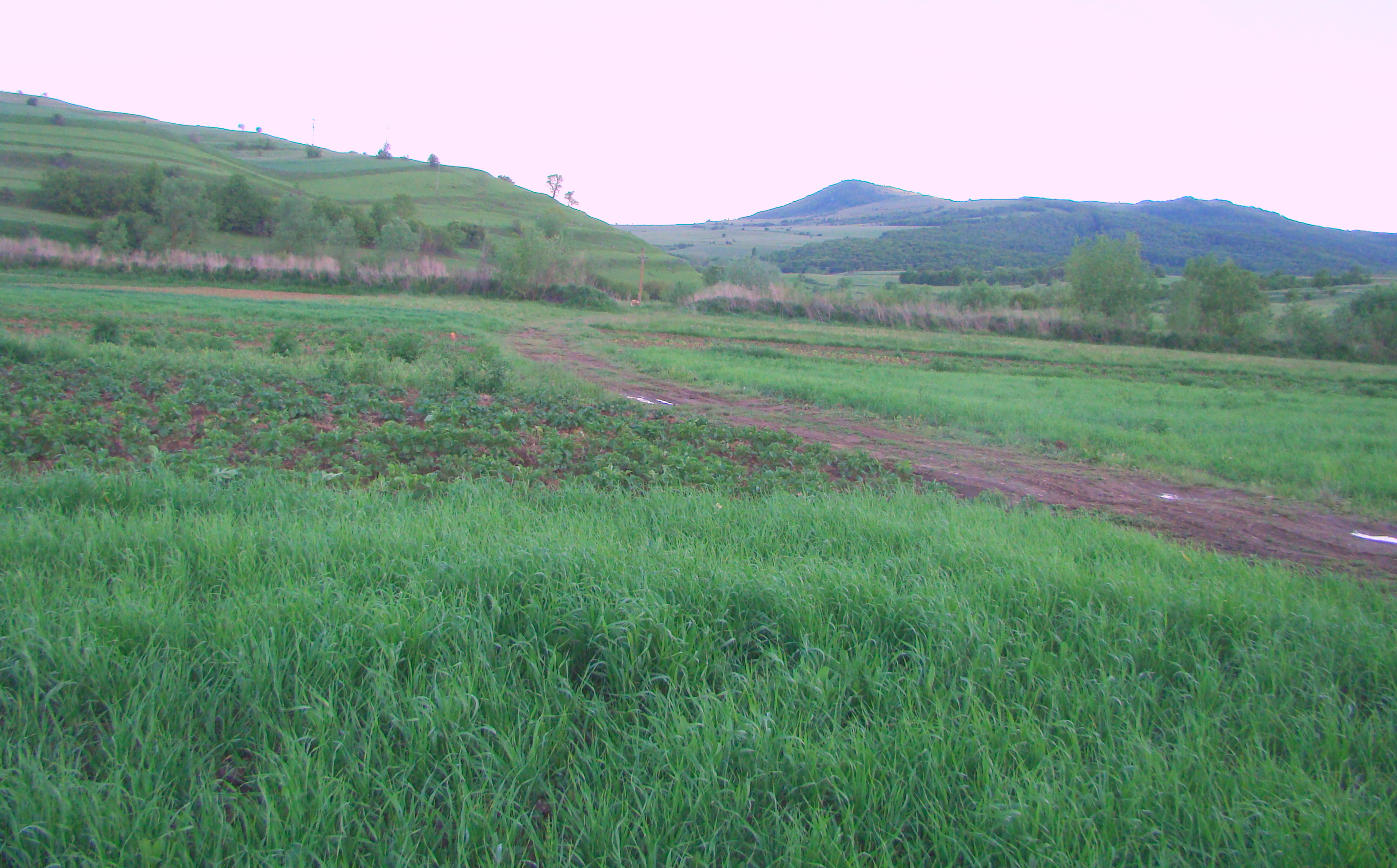
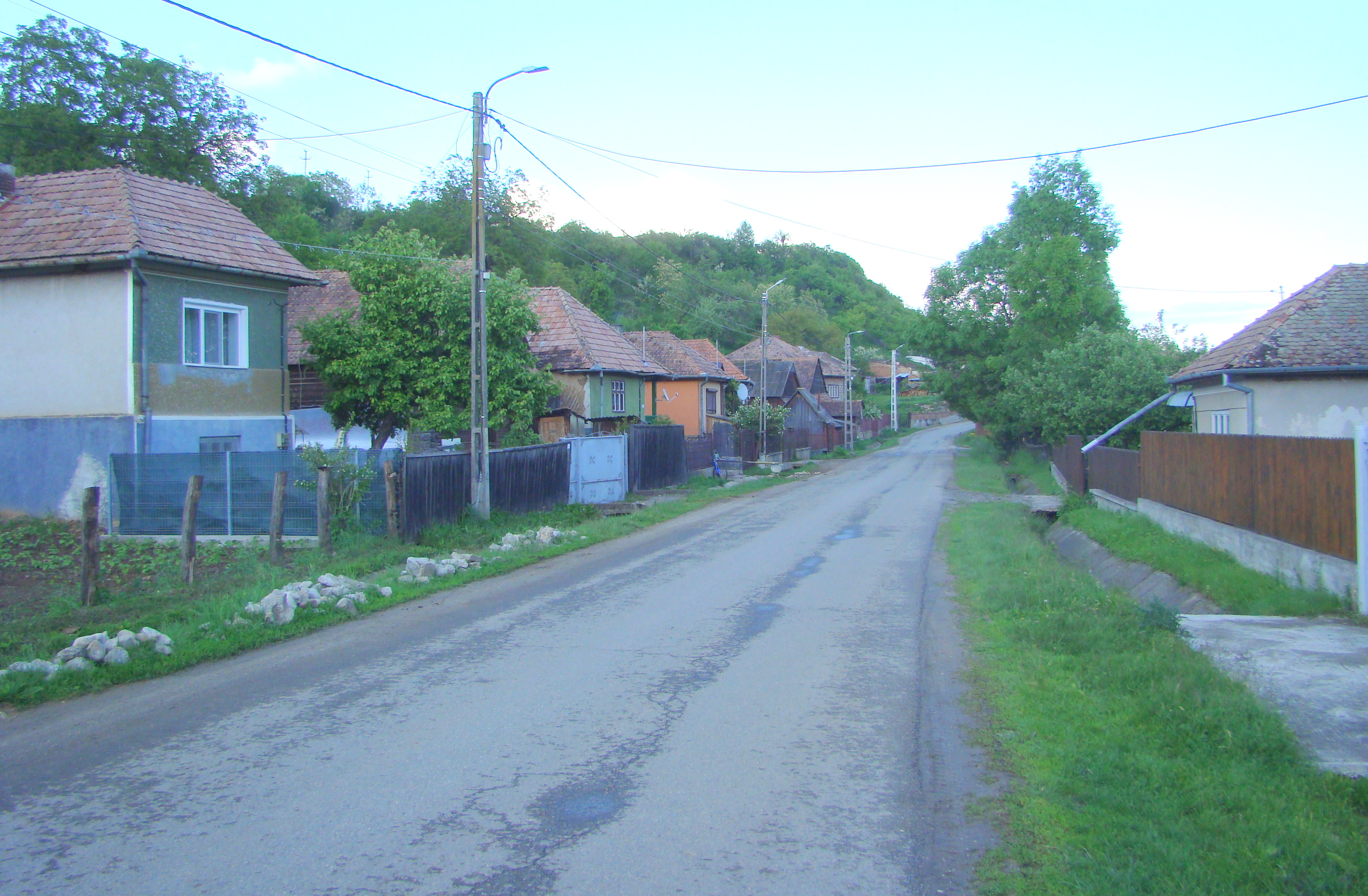
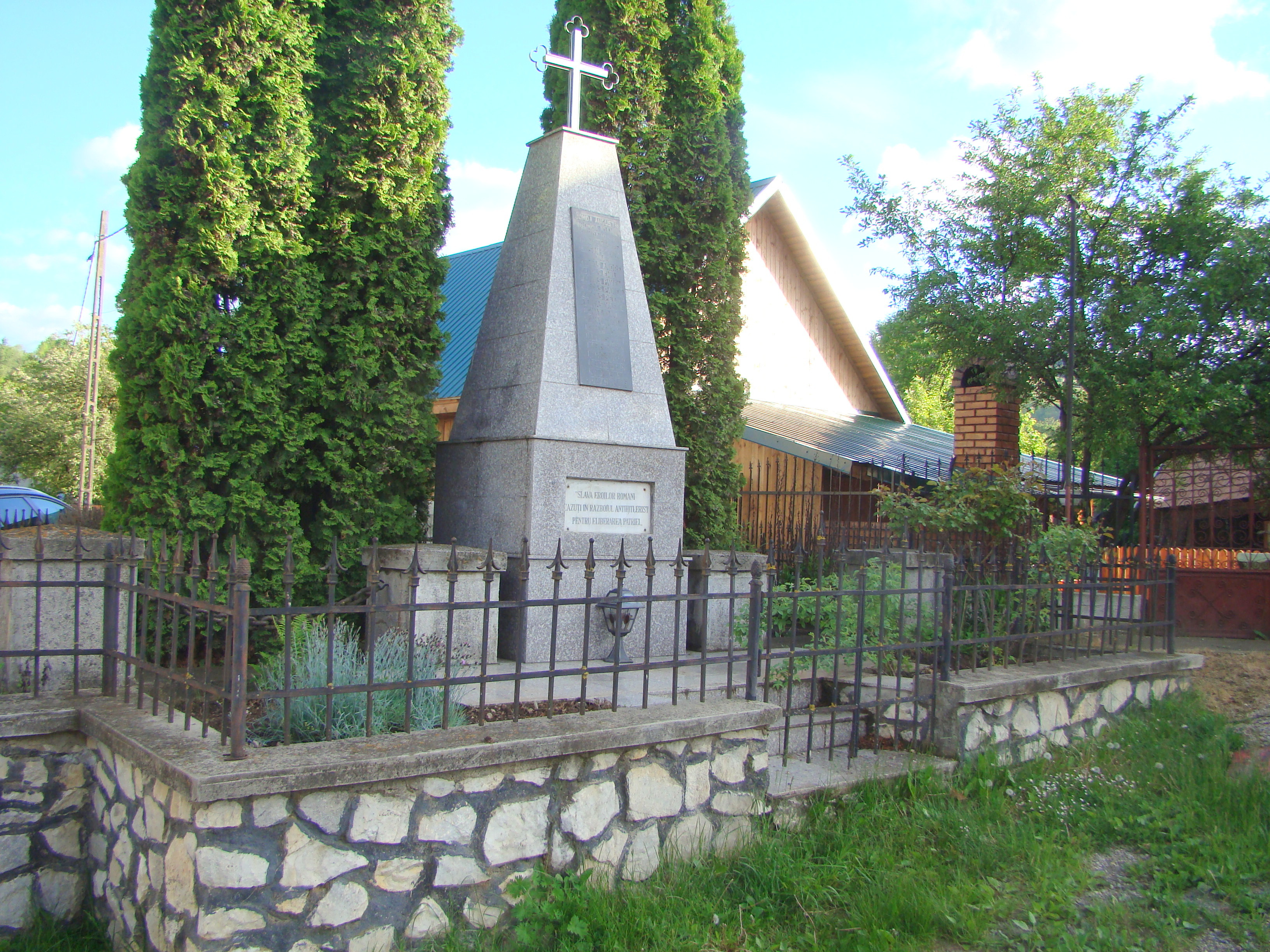
Monumentul eroilor
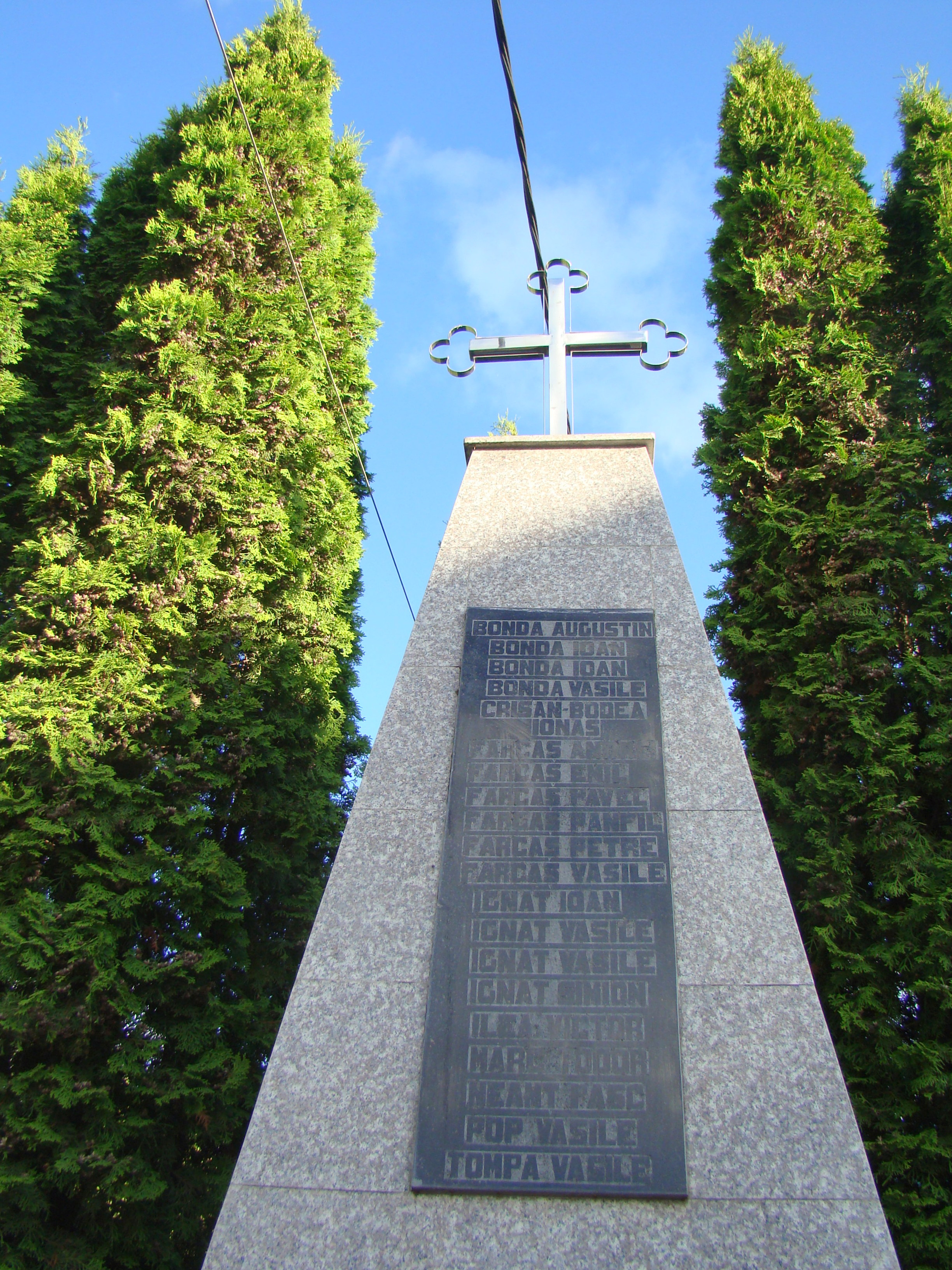
Monumentul eroilor (detaliu)
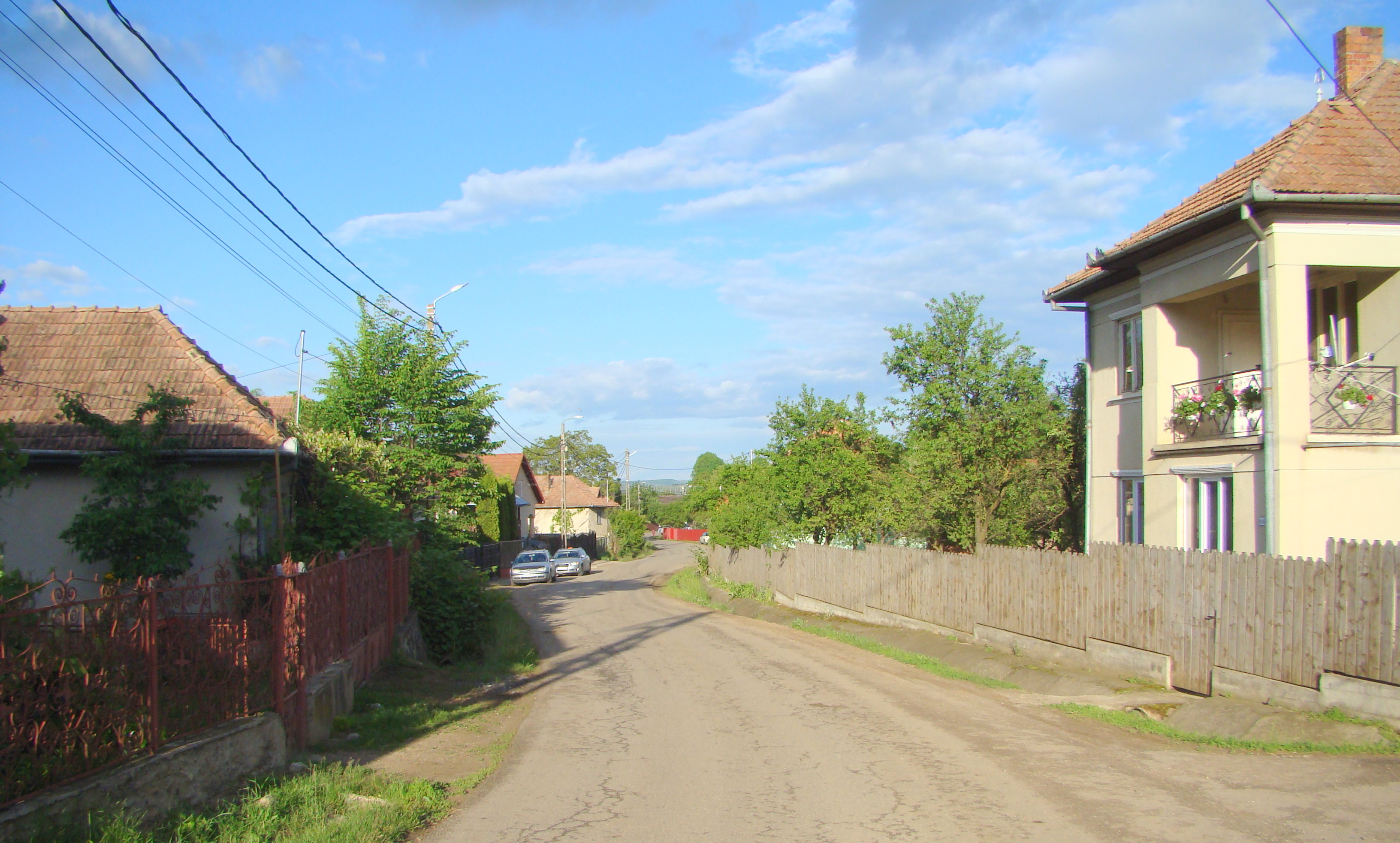
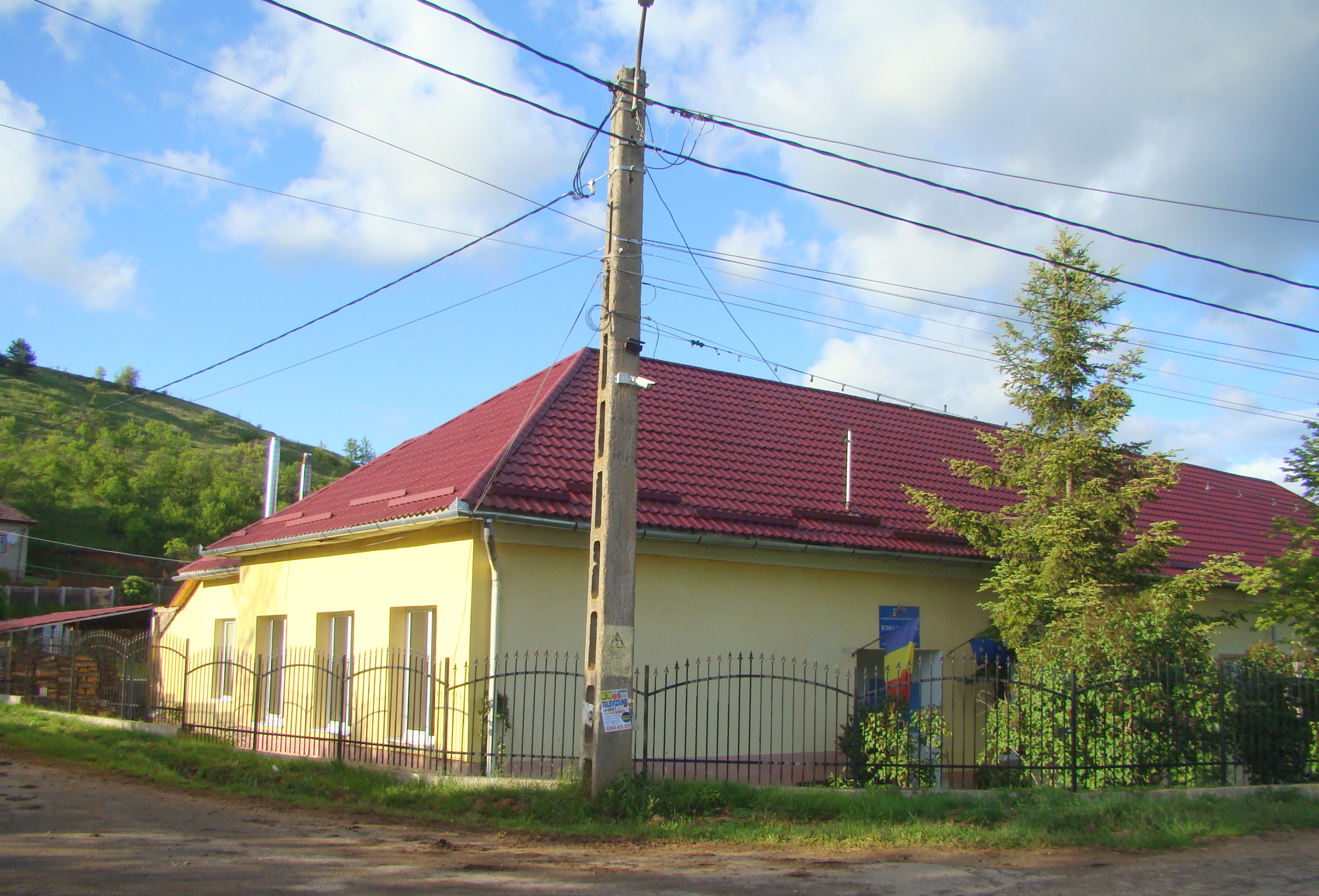
Școala
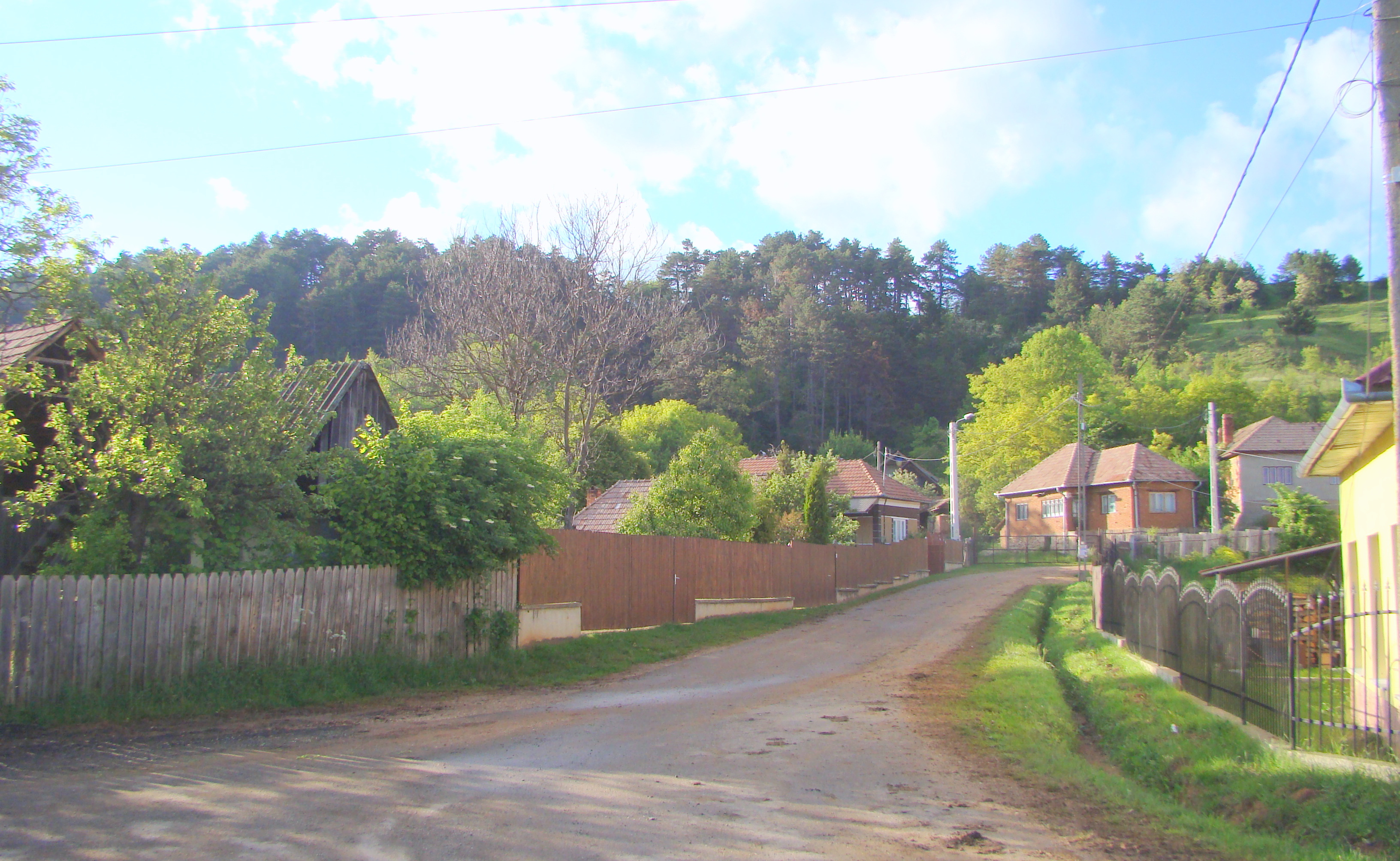
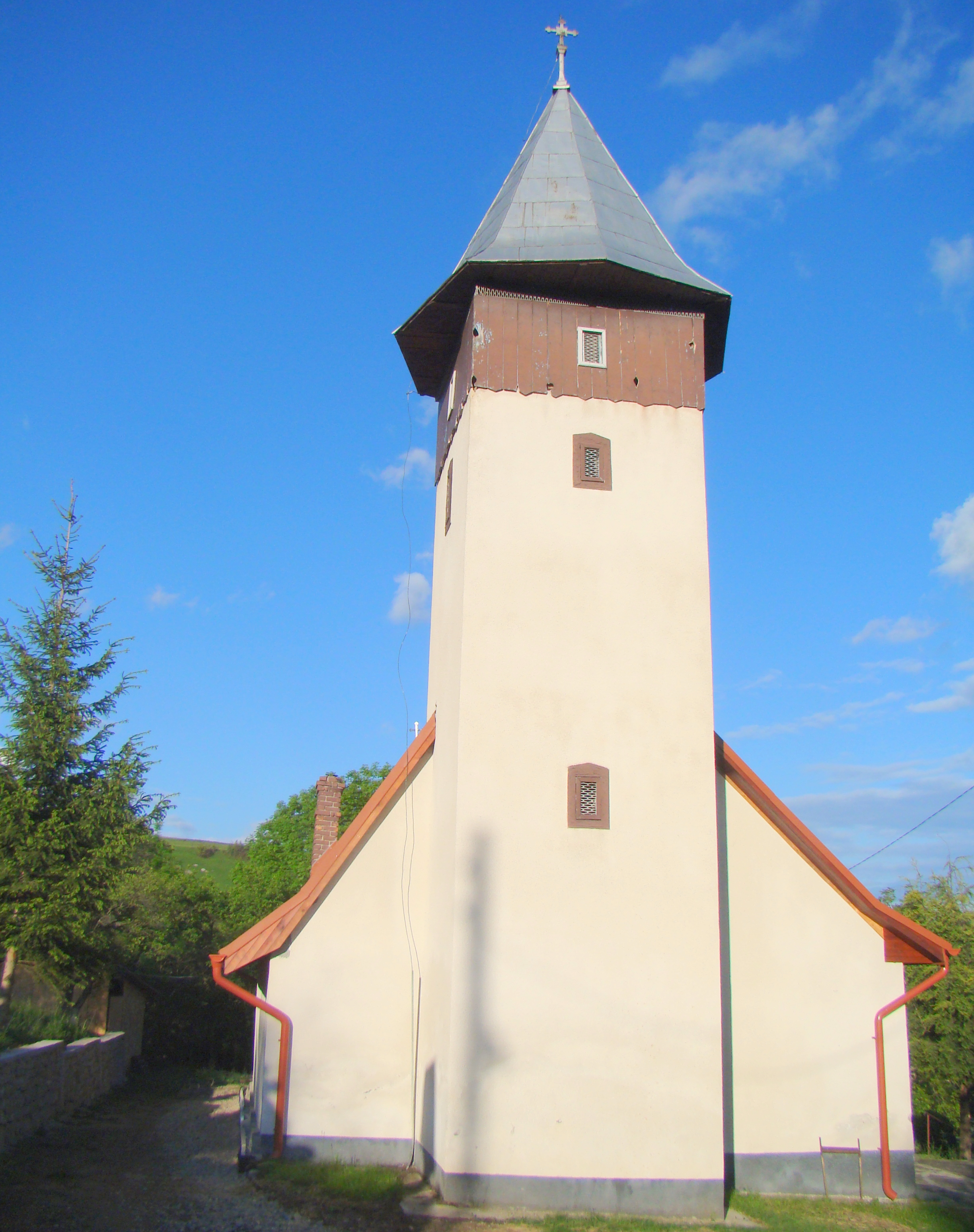
Biserica greco-catolică „Sf. Arhangheli Mihail și Gavril", ridicată în 1805, folosită din 1948 de parohia ortodoxă
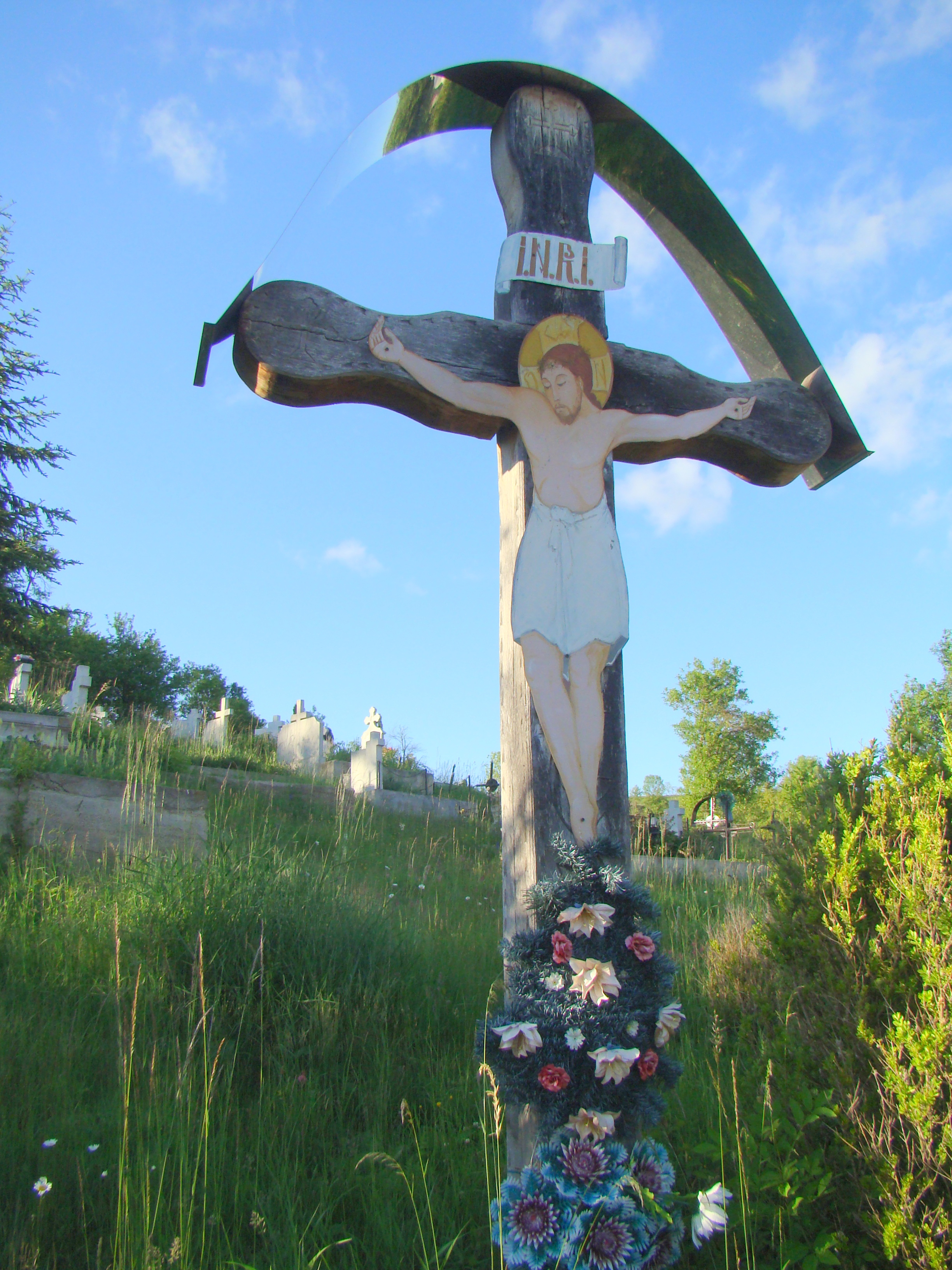
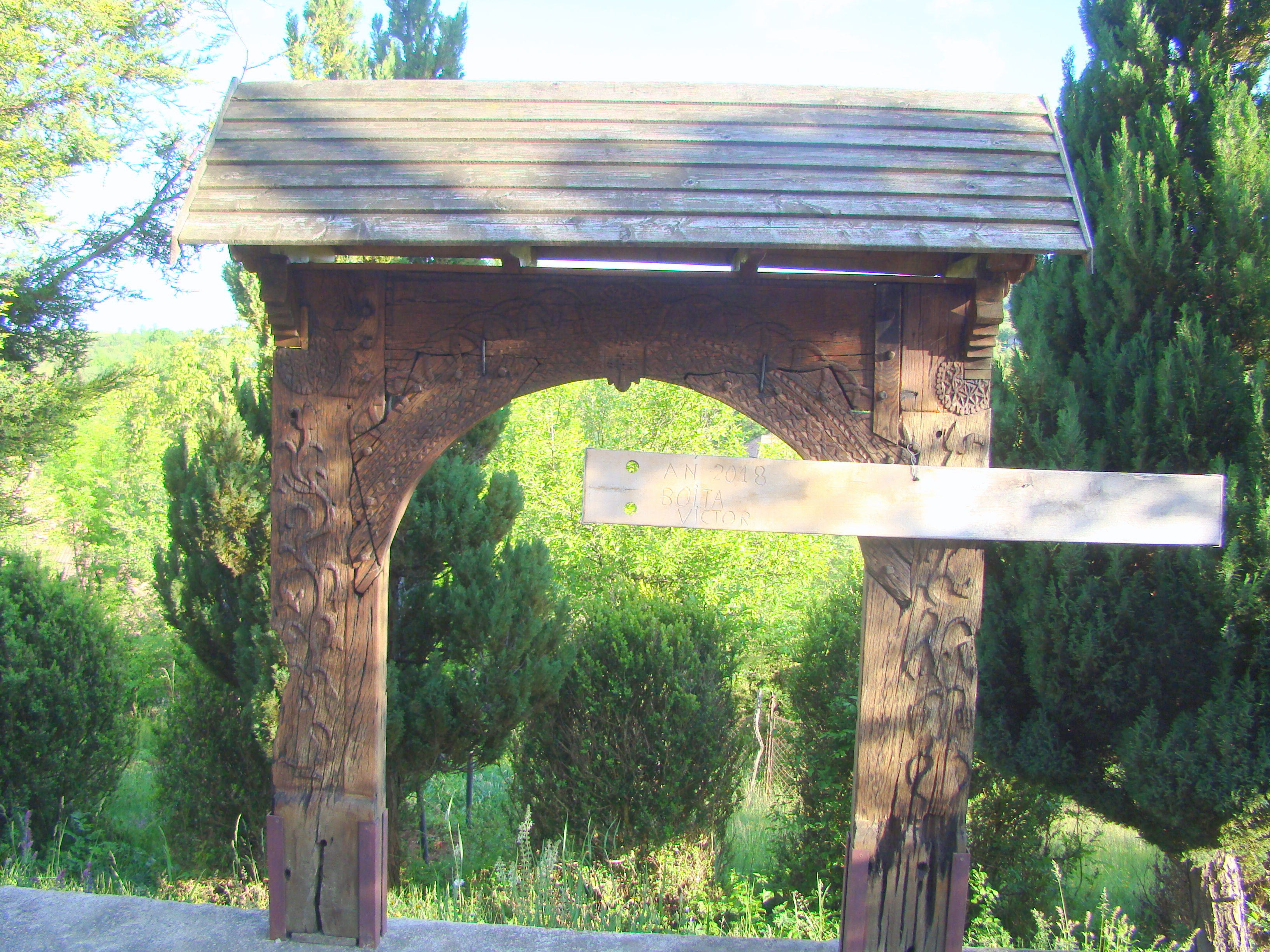
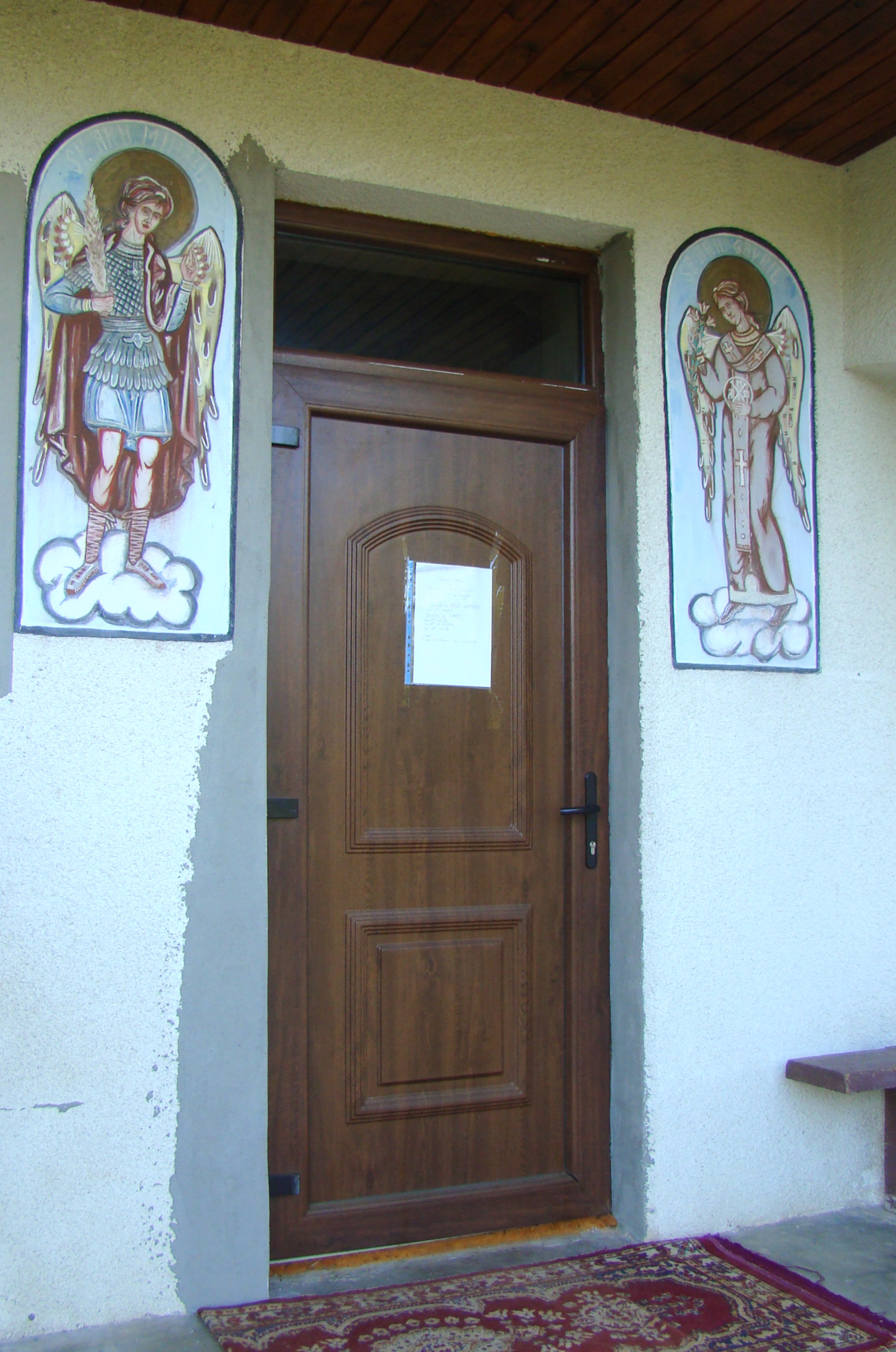
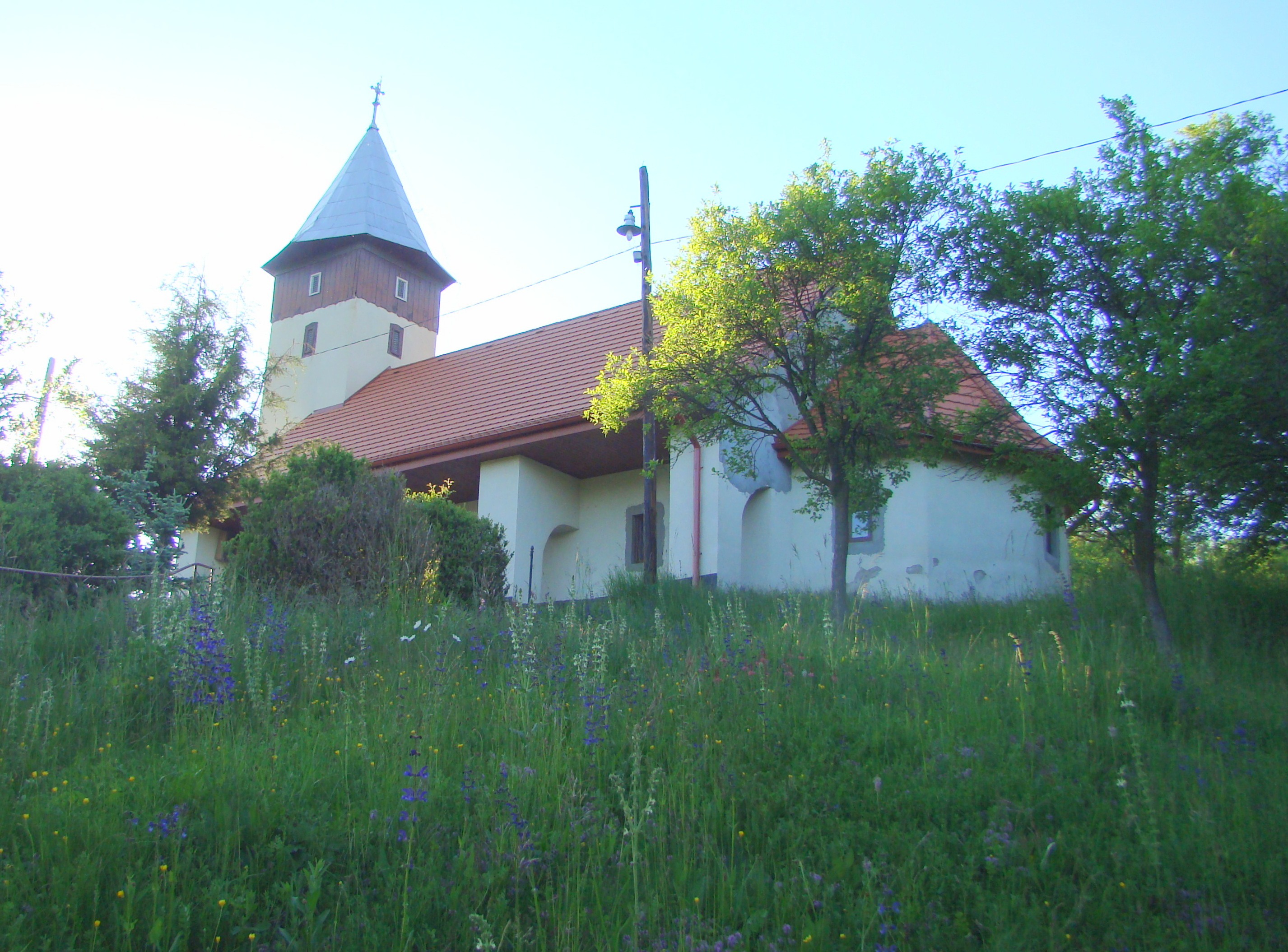
Biserica greco-catolică „Sf. Arhangheli Mihail și Gavril", ridicată în 1805, folosită din 1948 de parohia ortodoxă
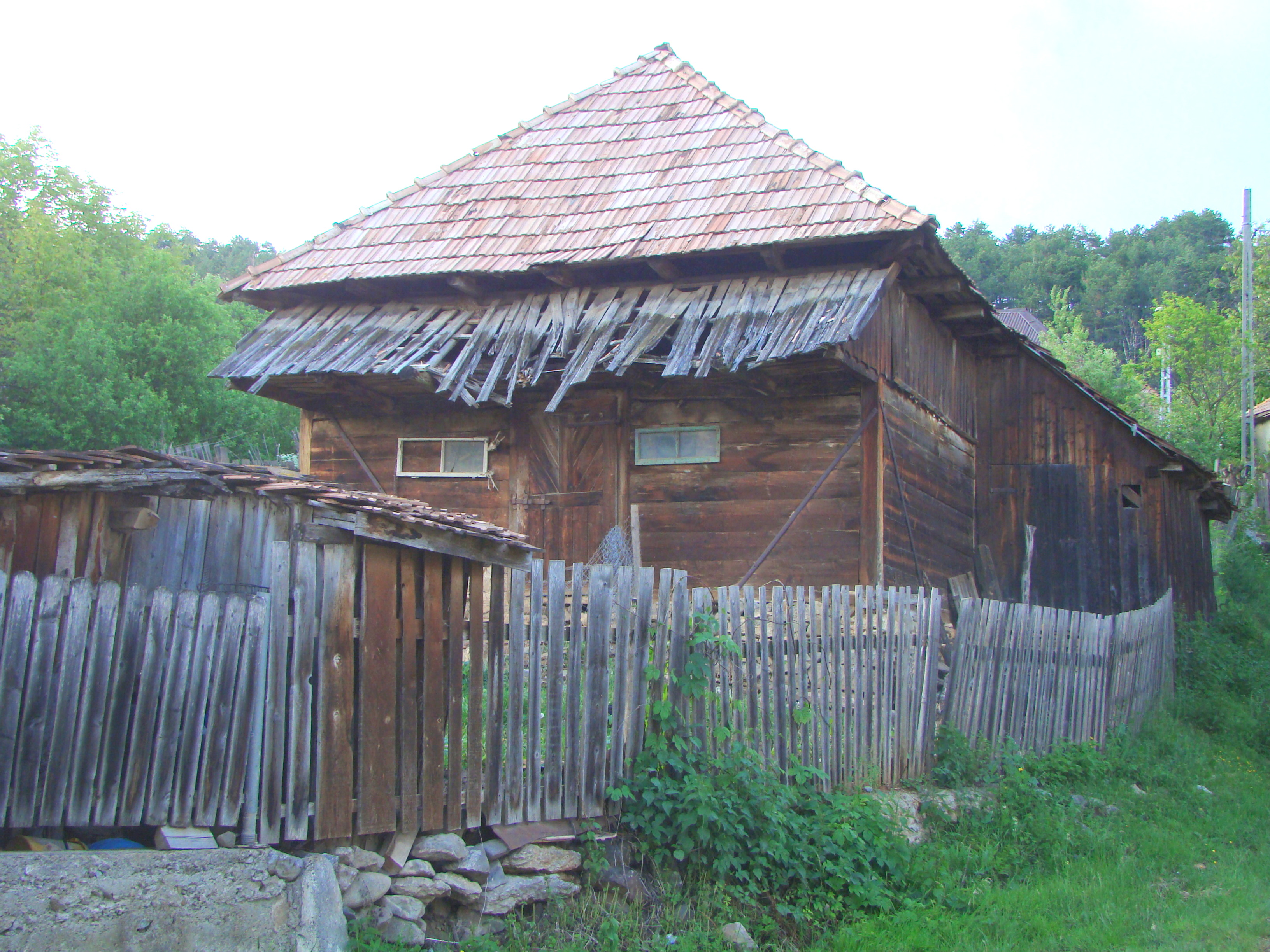
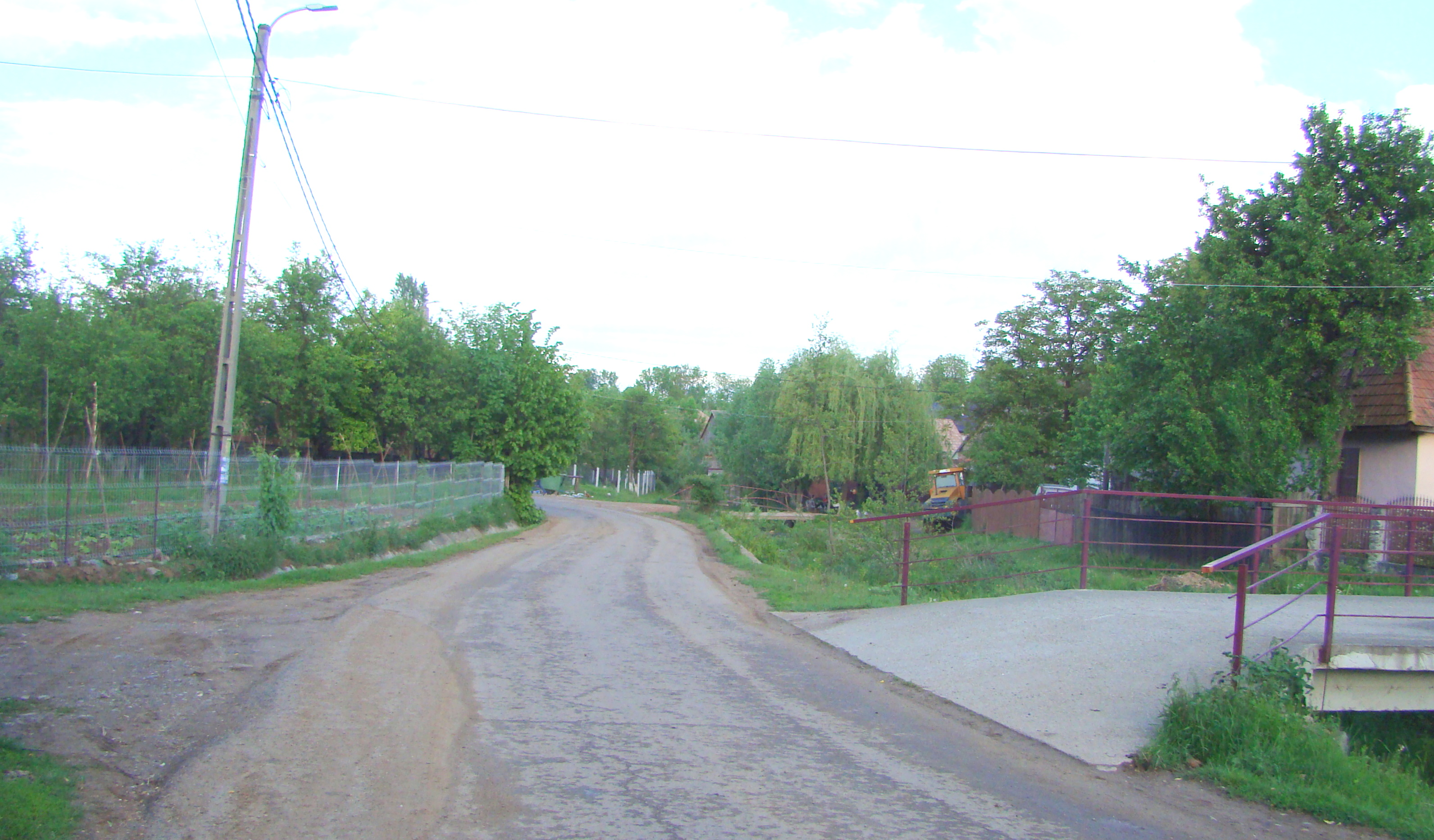